# Tirupparangunram
Tirupparangunram är en ort i Indien.   Den ligger i distriktet Madurai och delstaten Tamil Nadu, i den södra delen av landet, 2 100 km söder om huvudstaden New Delhi. Tirupparangunram ligger 147 meter över havet och antalet invånare är 42 696.
Terrängen runt Tirupparangunram är platt. Runt Tirupparangunram är det mycket tätbefolkat, med 3 022 invånare per kvadratkilometer. Närmaste större samhälle är Madurai, 6,6 km nordost om Tirupparangunram. Omgivningarna runt Tirupparangunram är en mosaik av jordbruksmark och naturlig växtlighet.